# Campionato mondiale giovanile di scherma 1954
Il Campionato mondiale juniores di scherma del 1954 ("1954 World Juniors Fencing Championships") è stato organizzato dalla Federazione internazionale della scherma e si è svolto a Cremona in Italia dal 17 al 19 aprile.
Nel fioretto, si è aggiudicato il titolo di campione del mondo giovani il francese Roger Closset, che ha battuto in finale il magiaro Bertalan Szöcs.
Nella sciabola lo statunitense Szabolcs Thomas Orley prevale sul magiaro Tamás Mendelényi.

## Podi

### Uomini
| Specialità  | Oro                   | Argento          | Bronzo               |
| Individuali |                       |                  |                      |
| Fioretto    | Roger Closset         | Bertalan Szöcs   | Yves Lavoipierre     |
| Sciabola    | Szabolcs Thomas Orley | Tamás Mendelényi | Walter Georg Köstner |

## Medagliere
| Pos.   | Nazione     | Oro | Argento | Bronzo | Totale |
| ------ | ----------- | --- | ------- | ------ | ------ |
| 1      | Francia     | 1   | 0       | 1      | 2      |
| 2      | Stati Uniti | 1   | 0       | 0      | 1      |
| 3      | Ungheria    | 0   | 2       | 0      | 2      |
| 4      | Germania    | 0   | 0       | 1      | 1      |
| Totale | Totale      | 2   | 2       | 2      | 6      |